# Пассат

Карта ветров над Атлантикой

Пасса́т (от исп. viento de pasada «ветер, благоприятствующий переезду, передвижению») — ветер, дующий между тропиками круглый год, в Северном полушарии с северо-востока, в Южном — с юго-востока. Пассаты Северного и Южного полушарий отделены друг от друга внутритропической зоной конвергенции пассатов. На океанах пассаты дуют с наибольшей правильностью; на материках и на прилегающих к последним морях их направление отчасти видоизменяется под влиянием местных условий. В Индийском океане вследствие конфигурации береговой линии материка пассаты полностью меняют свой характер и превращаются в муссоны.
Благодаря своему постоянству и силе в эпоху парусного флота пассаты наряду с западными ветрами были основным фактором для построения маршрутов движения судов в сообщении между Европой и Новым Светом.

## Происхождение пассатов
Вследствие действия солнечных лучей в экваториальной полосе воздух из нижних слоёв атмосферы, сильнее нагреваясь, поднимается вверх и стремится по направлению к полюсам, между тем как внизу приходят новые более холодные потоки воздуха с севера и с юга. Вследствие суточного вращения Земли под действием силы Кориолиса эти течения воздуха принимают в Северном полушарии направление в сторону юго-запада (северо-восточный пассат), а в Южном полушарии — направление на северо-запад (юго-восточный пассат). Чем ближе какая-либо точка Земного шара лежит к полюсу, тем меньший круг она описывает в сутки, и следовательно, тем меньшую скорость приобретает; таким образом, текущие из более высоких широт воздушные массы, обладая меньшей скоростью, чем точки земной поверхности на экваториальной полосе, вращающиеся с запада на восток, должны отставать от них и, следовательно, давать течение с востока на запад. В малых широтах, близко от экватора, разность в скоростях для одного градуса очень незначительна, так как меридианные дуги становятся почти взаимно параллельными, и потому в полосе между 10° с. ш. и 10° ю. ш. притекающие слои воздуха, соприкасаясь с земной поверхностью, приобретают скорость точек последней; вследствие этого вблизи экватора северо-восточный пассат принимает опять почти северное направление, а юго-восточный пассат почти южное и, взаимно встречаясь, дают полосу безветрия. В полосе пассатов между 30° с. ш. и 30° ю. ш. в каждом полушарии дуют два пассатных ветра: в Северном полушарии внизу северо-восточный, вверху юго-западный, в Южном внизу — юго-восточный, вверху северо-западный. Верхнее течение называется антипассат, противопассат, или верхний пассат. За 30° северной и южной широты верхние, идущие от экватора, слои воздуха опускаются к поверхности земли, и правильность экваториального и полярного течений прекращается. С полярной границы пассата (30°) часть воздушной массы возвращается к экватору как нижний пассат, а другая часть течёт в более высокие широты и является в Северном полушарии как юго-западный или западный ветер, а в Южном — как северо-западный или западный ветер.
Когда относительно холодные воздушные массы из умеренных широт поступают в субтропики, происходит нагревание воздуха и развитие мощных конвективных потоков (подъём воздушных масс) со скоростью подъёма 4 м/с. Образуются кучевые облака. На высоте 1100—2000 м образуется задерживающий слой: изотермический (температура не меняется с высотой) или инверсионный (температура увеличивается с высотой). Он задерживает развитие облачности, поэтому осадков очень мало. Лишь изредка встречаются мелкокапельные дожди.

## Исторический ракурс
Нижние пассаты между тропиками, на Атлантическом и Тихом океанах, были известны ещё морякам древности. Спутники Колумба были сильно встревожены этими ветрами, уносившими их безостановочно на запад. Правильное объяснение происхождения пассата впервые дал английский метеоролог-любитель Джордж Хэдли. Полоса безветрия передвигается на север или юг, смотря по состоянию солнца на экваторе; таким же образом меняются границы области пассатов как на севере, так и на юге в разные времена года. В Атлантическом океане северо-восточный пассат дует зимой и весной между 5° и 27° с. ш., а летом и осенью между 10° и 30° с. ш. Юго-восточный пассат зимой и весной достигает 2° с. ш., а летом и осенью 3° с. ш., переходя таким образом через экватор и превращаясь постепенно в южный и в юго-западный ветер. Область безветрия между пассатами в Атлантическом океане лежит севернее экватора и в декабре и январе имеет 150 морских миль в ширину, а в сентябре 550 миль. В Тихом океане экваториальные границы области пассатов менее изменчивы, чем в Атлантическом; северо-восточный пассат в Тихом океане достигает только 25° с. ш., а в Атлантическом 28° с. ш. Вообще юго-восточный пассат сильнее северо-восточного: он не встречает никаких препятствий на обширных водных пространствах, и этим объясняется то, что он заходит в северное полушарие.